# 煤燃烧国家重点实验室
煤燃烧国家重点实验室是隶属于华中科技大学的国家开放性实验室，初建于1986年，1991年6月通过国家(中國)验收。

## 历史沿革
- 前身是成立于1986年的华中工学院燃烧实验室

- 于1988年6月经国家计委和国家教委批准，在华中工学院燃烧研究室的基础上，建设煤燃烧国家重点实验室。

- 通过国家计委组织的验收，于1991年6月正式对外开放。

## 研究领域
煤燃烧国家重点实验室专注于煤的燃烧及污染防治理论与技术的研究和开发,服务于国民经济建设。
- 燃烧过程机理（Mechanism of coal combustion）

- 燃烧排放与污染防治（Emission control and pollution treatment during combustion）

- 燃烧过程数学物理过程模拟（Mathematical modeling of combustion）

- 燃烧监测诊断与控制（Combustion diagnostics and optimization）

- 燃烧技术研究与开发（Research and development of combustion technology）

- 先进发电技术研究（Advanced power generation technology）

## 扩展阅读
- 中华人民共和国国家重点实验室列表

1. ↑  科学技术部. . 中華人民共和國科學技術部. 2004-09-01  [2025年1月25日]. （原始内容存档于2025-1-25） （中文（中国大陆））.